# HD 12055
HD 12055 är en tänkbar astrometrisk dubbelstjärna i den mellersta delen av stjärnbilden Fenix. Den har en skenbar magnitud av ca 4,82 och är svagt synlig för blotta ögat där ljusföroreningar ej förekommer. Baserat på parallax enligt Gaia Data Release 2 på ca 13,1 mas, beräknas den befinna sig på ett avstånd på ca 249 ljusår (ca 76 parsek) från solen. Den rör sig bort från solen med en heliocentrisk radialhastighet på ca 13 km/s.

## Egenskaper
Den synliga komponeneten i HD 12055 är en gul till vit jättestjärna  av spektralklass G6 III-IIIb, som har förbrukat förrådet av väte i dess kärna och utvecklats bort från huvudserien. Den har en massa som är ca 2,4 solmassor, en radie som är ca 10 solradier och har ca 71 gånger solens utstrålning av energi från dess fotosfär vid en effektiv temperatur av ca 5 200 K.
HD 12055 är högst sannolikt källa till den röntgenstrålning som observerats vid dess koordinater.